# Вульф, Джозеф
Джозеф Вульф (англ. Joseph Wolff, или Йозеф Вольф нем. Joseph Wolff; 1795, Вайлерсбах, Германия — 2 мая 1862, Айл-Брюэрс, Великобритания) — британский миссионер немецко-еврейского происхождения, автор нескольких книг о своих путешествиях.

## Биография
Джозеф Вульф родился в семье Давида Вульфа, который в 1790 году был раввином в Вайлерсбахе, затем в Бад-Киссингене, Галле, Ильфельде, Гёппингене. Он отправил сына в лютеранский лицей в Штутгарте. Под воздействием книг богослова Иоганна Михаэля Зайлера Джозеф Вульф решил перейти в христианство и в 1812 году принял крещение в бенедиктинском аббатстве возле Праги.
Вульф занимался ориенталистикой в Тюбингенском университете и в Папском Урбанианском университете в Риме, откуда его выгнали в 1818 году за несогласие с доктриной непогрешимости церкви и за критику преподавателей. После недолгого пребывания в монастыре редемптористов во Фрибуре (Швейцария) он уехал в Лондон, принял англиканство и возобновил изучение ориенталистики и богословия в Кембридже.

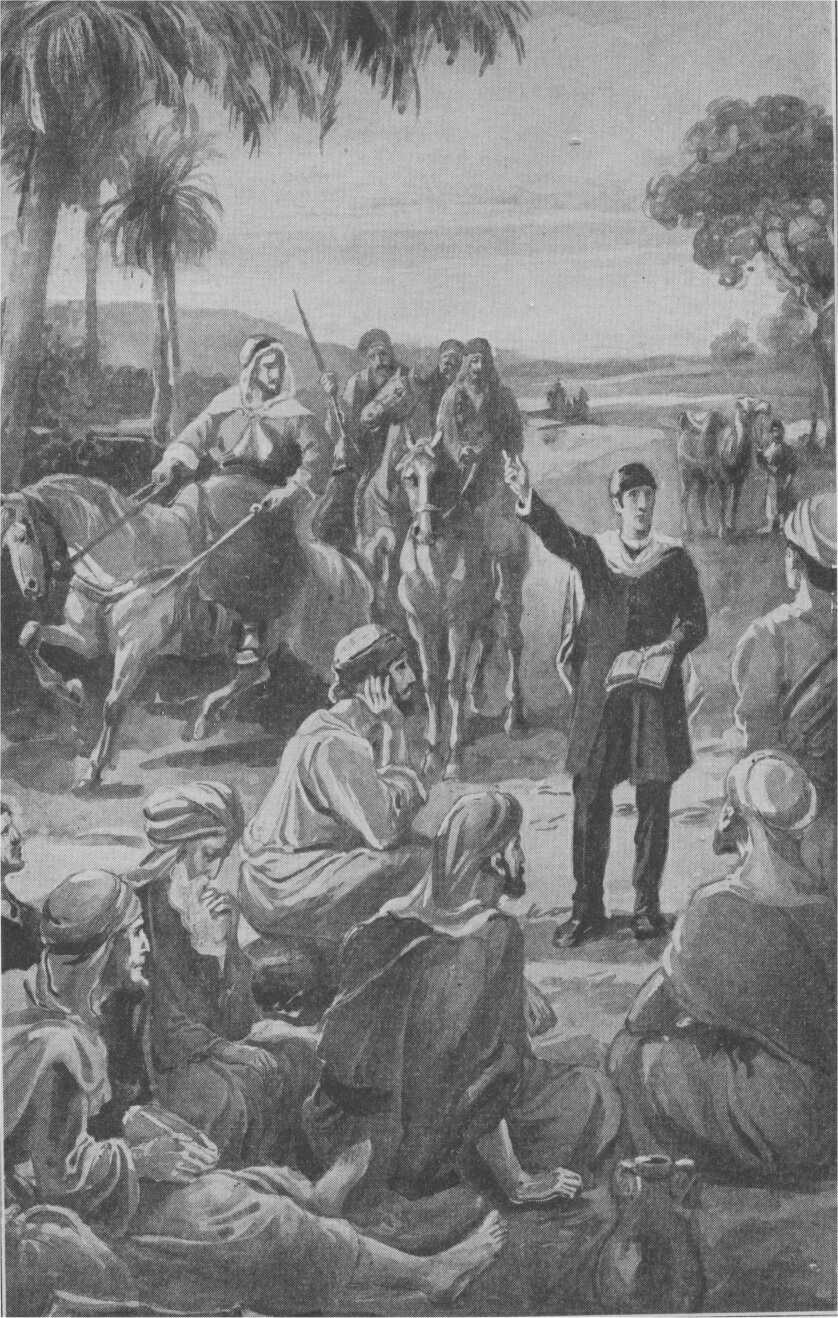
Вульф в Палестине

В 1821 году Вульф начал миссионерскую деятельность на Востоке, посетив Египет, Синайский полуостров, Иерусалим, Алеппо, Месопотамию, Персию, Грузию и Крым. Он вернулся в Англию в 1826 году и в том же году встретил свою будущую жену — Джорджиану Мери Уолпол. Пара поженилась 26 февраля 1827 года.
В 1828 году Вульф отправился на поиски потерянных колен израилевых, проехав через Турцию, Армению, Туркестан, Афганистан и Индию. В Индии он побывал в Шимле, Калькутте, Мадрасе, Пудучерри, Тирунелвели, Гоа и Бомбее, а затем вернулся домой через Египет и Мальту.
В 1836 году он побывал в Эфиопии, где встретил миссионера Сэмюэля Гобата, в Йемене и Бомбее. Затем он поехал в США, где был рукоположён в священники епископом Ричардом Мантом. В том же году он получил приход в Линтвейте в Йоркшире.
В 1843 году он поехал в Бухарский эмират, чтобы найти двух британских офицеров — полковника Чарльза Стоддарта и капитана Артура Конолли, которые в 1842 году были схвачены в плен эмиром Насруллой. Добравшись до Бухары, Вульф узнал, что оба офицера были уже казнены, и с этим известием вернулся в Англию.
В 1845 году Вульф получил приход в Айл-Брюэрс в Сомерсете. В 1859 году умерла его первая жена, и в 1861 году он женился на Луизе Десима. Вульф планировал новое путешествие, но 2 мая 1862 года он умер. Его сын Генри Драммонд Вульф (англ.) стал дипломатом и политиком; внучка — писательница Лукас Клив.

## Книги Вульфа
- Missionary journal and memoir of the Rev. Joseph Wolff (1824).
- Researches and missionary labours among the Jews, Mohammedans, and other sects (1835).
- Journal of the Rev. Josepf Wolff (1839).
- Narrative of a mission to Bokhara, in the years 1843—1845, to ascertain the fate of Colonel Stoddart and Captain Conolly (1845).
- Travels and adventures of the Rev. Joseph Wolff, D.D., LL. D: Vicar of Ile Brewers, near Taunton; and late missionary to the Jews and Muhammadans in Persia, Bokhara, Cashmeer, etc. (1861).